# Ноале
Ноале (итал. Noale) — коммуна в Италии, располагается в провинции Венеция области Венеция.
Население составляет 15 222 человека (на 2004 г.), плотность населения составляет 581 чел./км². Занимает площадь 25 км². Почтовый индекс — 30033. Телефонный код — 041.
Покровителем коммуны почитается Пресвятая Богородица (Madonna del Rosario), празднование 7 октября.

## Города-побратимы
- Дилижан, Армения